# Байгора (Липецька область)
Байгора (рос. Байгора) — залізнична станція у Грязінському районі Липецької області Російської Федерації.
Населення становить 125  осіб. Належить до муніципального утворення Княжебайгорська сільрада.

## Історія
З 13 червня 1934 до 6 січня 1954 року у складі Воронезької області. Відтак входить до складу Липецької області.
Згідно із законом від 23 вересня 2004 року № 126-ОЗ органом місцевого самоврядування є Княжебайгорська сільрада.

## Населення
| 2010 | 2013 |
| ---- | ---- |
| 148  | ↘125 |